# Bruno Taut
Bruno Julius Florian Taut (Königsberg, 1880. május 4. – Isztambul, 1938. december 24.) német építész, várostervező. Az új, modern építészeti stílus képviselőjeként mindenekelőtt a Patkó-telep és a Berlin Zehlendorf városrészben található Onkel Toms Hütte (Tamás bátya kunyhója) negyedről vált ismertté. Öccse, Max Taut (1884–1967) építész elsősorban célszerűen megalkotott irodaépületeiről vált nevezetessé.

## Életpályája kezdete
Julius Taut kereskedő második fiaként Bruno Taut a kelet-porosz Königsbergben nőtt fel. 1897-ben végezte el a gimnáziumot, majd a helyi építészeti iskolában folytatta tanulmányait, ahol három szemeszter után sikeres vizsgát tett. 1902-ben különböző építészekkel kezdett dolgozni Hamburgban és Wiesbadenben, egy évvel később pedig lehetőséget kapott, hogy az ismert berlini építész, Bruno Möhring irodájába szerződhessen, ahol a Jugendstillel, valamint az acél és a kő együttesét alkalmazó újfajta építési módszerekkel ismerkedhetett meg. 1904 és 1908 között Stuttgartban dolgozott Theodor Fischer építész-professzornál. Ennek köszönhetően nagy tudásra tett szert a várostervezés terén. Fischer közbenjárására Taut 1906-ban megkapta első megbízását: a markgröningeni falusi templom felújítását. Miután a Charlottenburg Műszaki Főiskolán elvégezte művészettörténeti és városrendezési tanulmányait, 1908-ban visszaköltözött Berlinbe. Egy évvel ezután megnyitotta első építészeti irodáját a fővárosban. 1911-ben felajánlotta egy uckermarki kicsi, ősi templom felújítását, amelyet Franz Mutzenbecher hamburgi festővel közösen kifestett, és figyelmesen átrendezett. Ma is láthatóak Taut intézkedéseinek eredményei. Az oltár rácsozatának színezése színkoncepciójának korai mutatója.

## Az első nagy vállalkozások

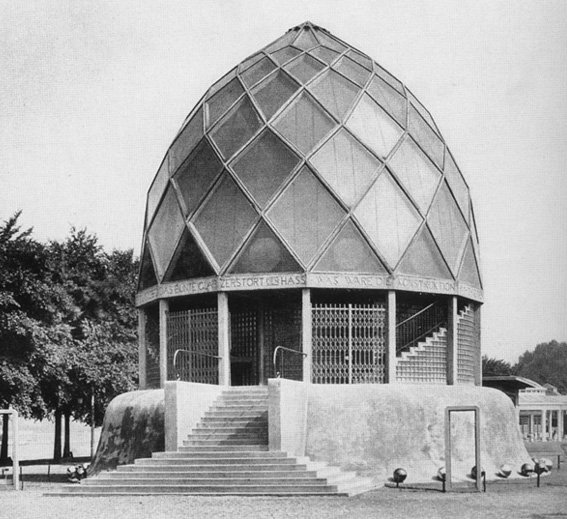
Bruno Taut üvegpavilonja az Építészek Szövetségének kölni kiállításán, 1914

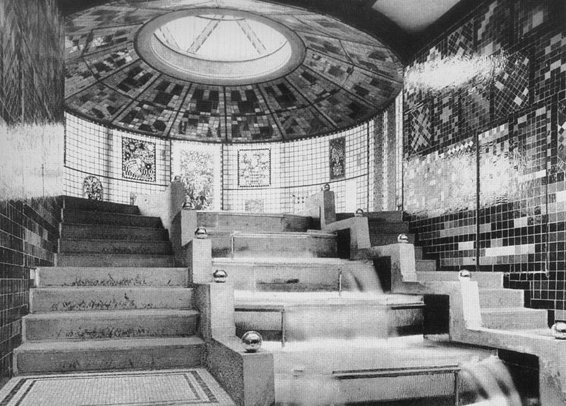
Az üvegpavilon belülről

Taut 1913-ban kezdett első nagy vállalkozásaiba. Berlinben és Magdeburgban is vállalta kertes lakónegyedek tervezését, egy új építészeti formát, amely Angliából került Németországba. Taut terveiben új építési módszereket és formavilágot alkalmazott, amelyek jellemzővé váltak munkáira, ugyanakkor egy új építészeti stílusirányzatot, a „Neue Bauen“-t hívták életre. Lakóépületei többnyire észak-déli irányban húzódnak, hogy a lakások bőven kapjanak fényt és friss levegőt. Emellett a homlokzatokat illetve a homlokzat elemeit intenzív színekkel látta el, aminek kiváló példája a berlini Falkenberg Kertváros, amely színeiről kapta a Tinátsüveg-telep elnevezést. Az Építészek Szövetségének kölni kiállítására tervezett „üvegház“ 1914-ben nemzetközi elismertséget hozott Tautnak. Az első világháború idején arra kényszerült, hogy elméleti kérdéseknek szentelje magát, melynek eredménye az 1918-ban és 1919-ben napvilágot látott Alpesi építészet valamint A városok felbomlása című két nagy képciklus, amelyek az építészet és természet összeolvadásának utópiáját jelenítik meg. A háborút követő forradalmi áramlatok nyomása alatt született a Művészeti munkatanács, amely az 1918 novemberében lezajlott forradalom gondolatait törekedett a művészetre vonatkoztatni. Ezenkívül Üveglánc címmel titkos levelezésbe kezdett hasonló gondolkodású építészekkel, többek között Walter Gropiusszal és Hans Scharounnal. Egyéb megbízások hiányában Taut díszletfestéssel foglalkozott, így ő készítette 1921-ben Schiller Orleans-i szűz című drámájának színpadképét a berlini Német Színház számára.

## A Magdeburgban töltött idő

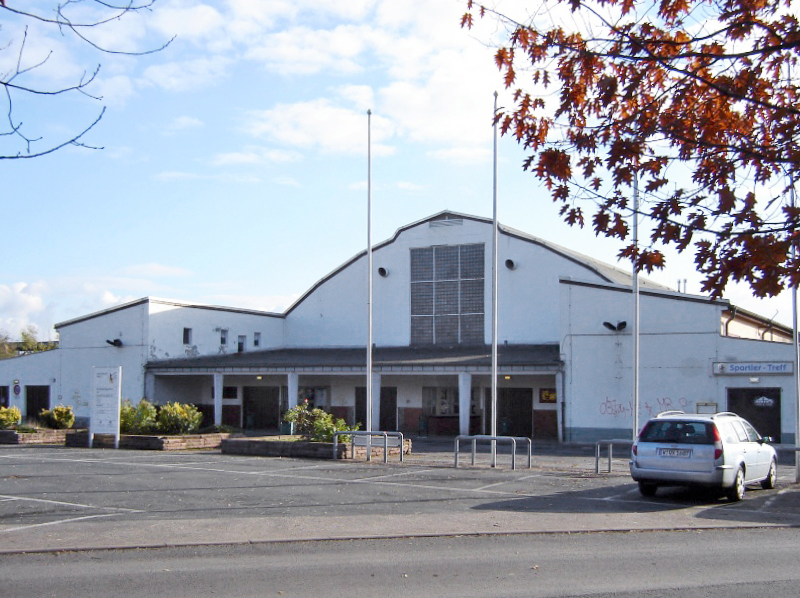
A város és vidék terme Magdeburgban, 1922

A kertvárosi kolónia megreformálásával Taut Magdeburgban nagy elismerést vívott ki. Itt égető szükség volt egy átfogó városfejlesztési programra, ezért Hermann Beims szociáldemokrata polgármester 1921-ben összehívta a kreatív avantgardista építészeket, hogy Magdeburg számára egy általános településfejlesztési tervet készítsenek. Taut olyan hozzá hasonló gondolkodású fiatal építészekkel dolgozhatott együtt, mint Johannes Göderitz és Carl Krayl. A még a következő évtizedre is hatást gyakorló általános településfejlesztési terv megalkotásán túl Tautnak Magdeburg építészeti színezését is sikerült keresztülvinnie. Ennek érdekében még abban az évben médiakampányt kezdett „Felhívás színes építésre“ címmel, így a Magdeburgi Középnémet Kiállítás 1922-es megnyitására 80 belvárosi homlokzat Taut tervei szerinti színezést kapott. Bár ezért Taut kemény kritikát kapott a magdeburgiaktól, az akció sikeres reklámfogásnak bizonyult a város számára, amely a Tarka város elnevezést kapta, ami figyelemreméltó sajtóvisszhangot keltett a napilapokban és a szakmai újságokban egyaránt. A kiállítással kapcsolatosan tervezte Taut a „Város és vidék“ kiállítótermet, amely 1922-ben Taut egyetlen önállóan tervezett magdeburgi építményeként épült meg.

## Visszatérése Berlinbe

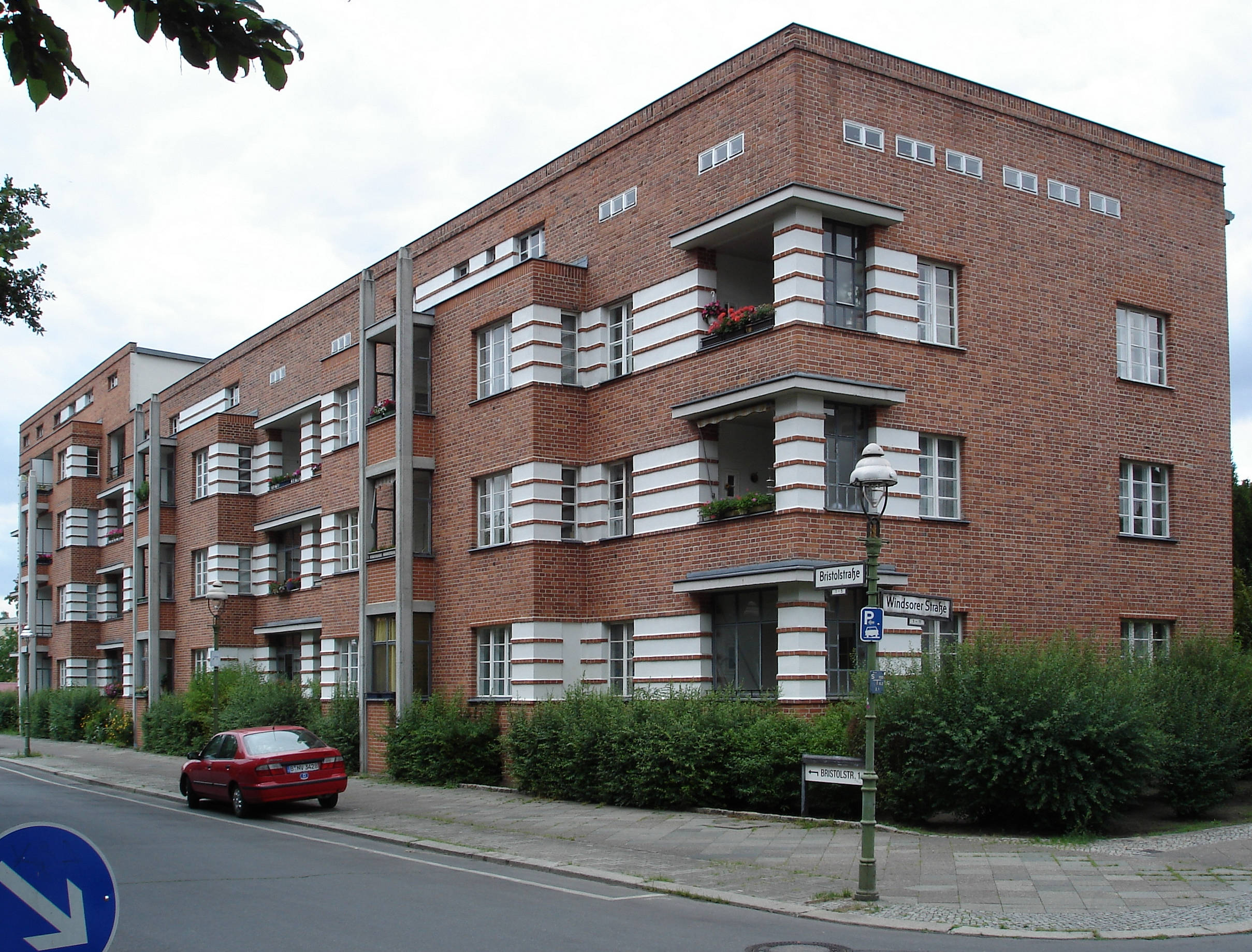
Schillerpark, Berlin-Wedding kerület 1924

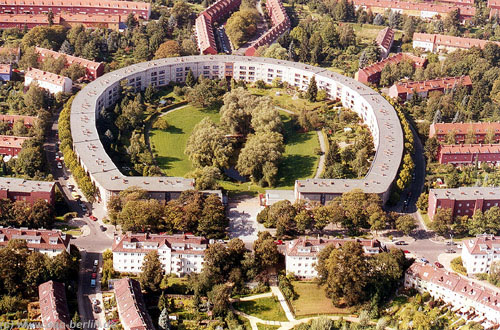
Patkó-telepen, Berlin-Britz kerület, 1925

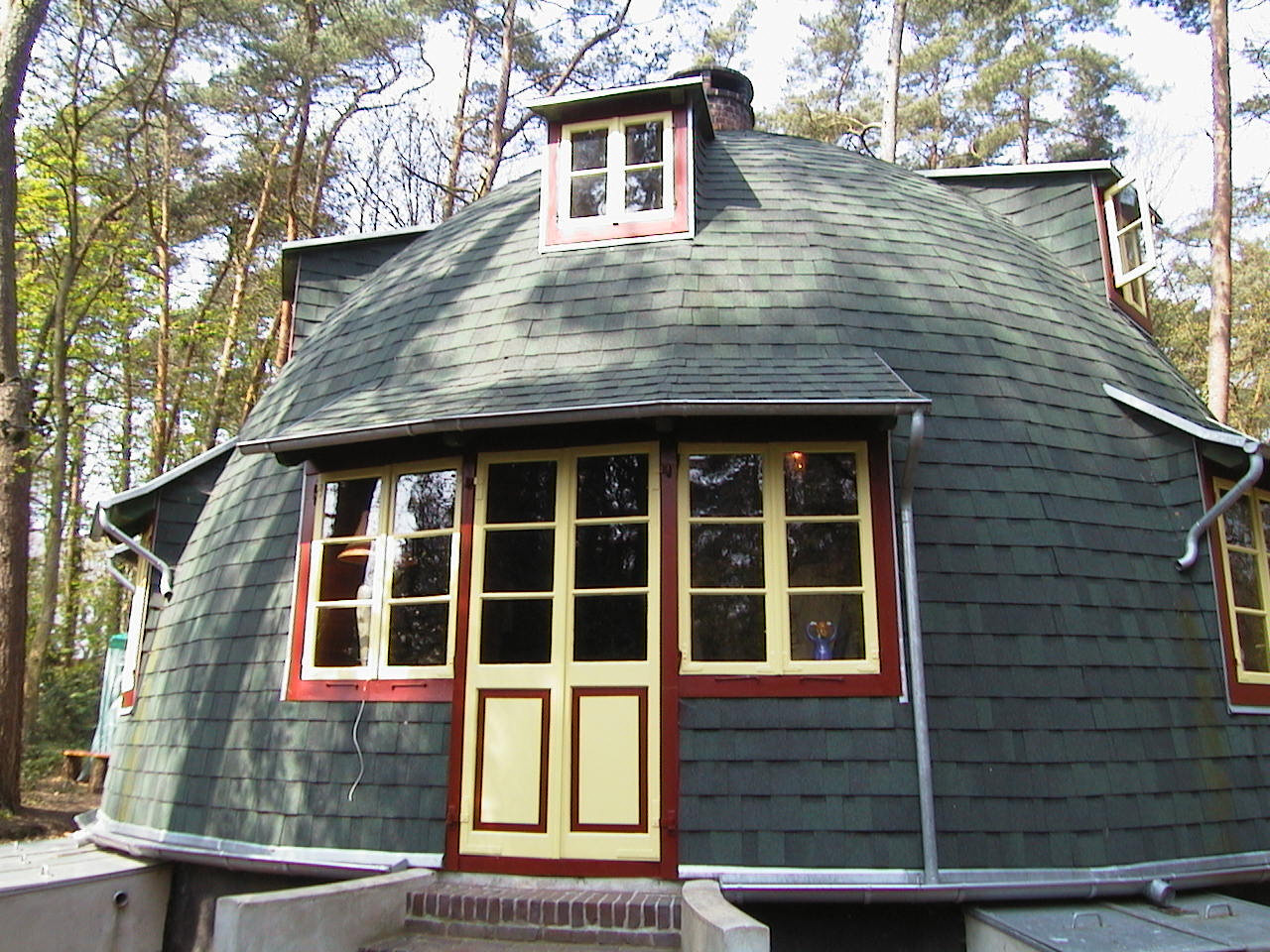
Käseglocke Worpswede, 1926

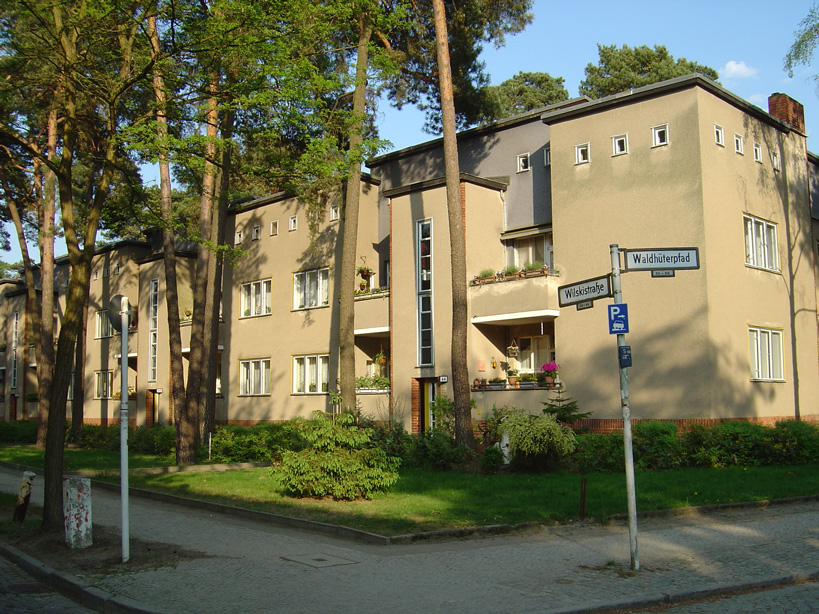
Onkel Toms Hütte, Berlin-Zehlendorf, 1926

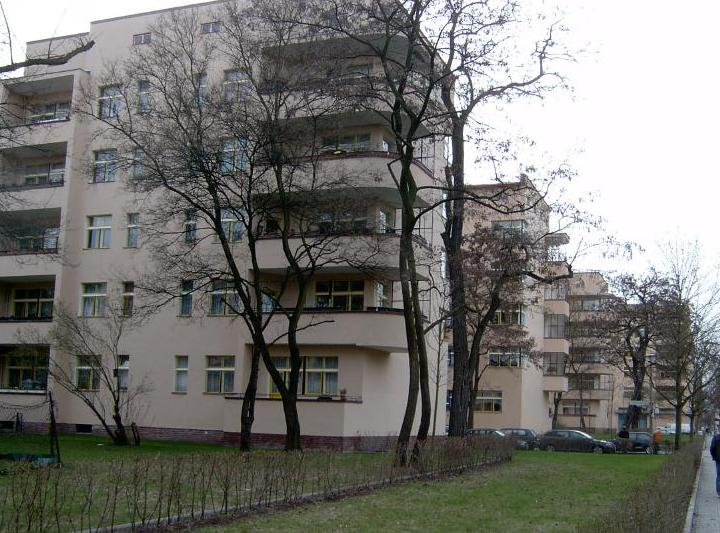
Carl Legien telep Berlin-Prezlauer Berg, 1929

Mivel a településfejlesztési terv elkészítését követően Taut nem látott több perspektívát az Elba parti városban, 1924. április 1-jén búcsút intett Magdeburgnak, és visszatért Berlinbe. A fővárosban 1924 és 1931 között több, lakónegyedek építésére szóló megbízást teljesített. Az ő irányítása alatt jött létre többek között a Schillerpark Wedding kerületben, a Patkó-telep és a Onkel Toms Hütte elnevezésű zöldövezeti telep Zehlendorfban. A Berlinben töltött nyolc év alatt Taut közel 12.000 lakást alkotott itt. 1930-ban a Berlin-Charlottenburg Műszaki Főiskola professzornak hívta meg a középület- és lakóépülettervezési tanszékre, tagja lett a Művészeti Akadémiának, a japán Nemzetközi Építészegyesület pedig tiszteletbeli tagjává választotta Tautot. Még mindig lázban tartották a Szovjetunió forradalmi gondolatai, ezért 1932-ben Moszkvába utazott, ahol egy irodát emelt a városvezetés számára. A szovjet építészet irányvonalában csalódva, valamint a gazdasági és technikai nehézségekkel szembenézve végül 1933-ban visszatért Berlinbe.

## A nemzetiszocializmus idején
Azonban Németországban is kihúzták Taut lába alól a talajt. Az időközben hatalomra került nemzetiszocialisták Tautot „kultúrbolseviknak“ bélyegezték, professzori státuszát és akadémiai tagságát visszavonták. Taut visszatérése után két héttel elhagyta Németországot, és rövid svájci tartózkodás után Japánba települt. Mivel ott nem kapott építési megbízásokat, további elméleti kiadványokat szerkesztett, amelyekben elsősorban az új építészeti stílussal, a "Neu Bau"-val foglalkozott. Anyagilag sajáttervezésű művészi alkotásainak eladásából tartotta fenn magát. 1936-ban Törökország külföldi építészeket keresett az ország modernizálásához. Az Isztambuli Művészeti Akadémia építészprofesszora Tautot kérte fel, aki elfogadta az ajánlatot, és Törökországba költözött. Oktatói tevékenysége mellett ismét lehetősége nyílt építészként működni, így elkészítette többek között az ankarai egyetem, valamint számos török iskola épületeinek terveit. 1938-ban törökül jelent meg az az építészeti elméleti könyve, amelyet még Japánban kezdett írni. Ugyanabban az évben a Török Művészeti Akadémia kiállítást rendezett Taut összegyűjtött munkáiból. Taut utolsó megbízatása az 1938-ban elhunyt Atatürk államalapító ravatalának megépítése volt. Már több éve küzdött Taut az asztmával, ami miatt 58 évesen súlyos állapotba került, majd 1938. december 24-én meghalt. Eddigi egyetlen európaiként az isztambuli Edime Kapi temetőben helyezték örök nyugalomra.

## Emlékezete
Bruno Taut építészeti koncepciójának kései méltatására 2008-ban került sor, amikor a Walter Gropiusszal, Hans Scharounnal és másokkal közösen tervezett modern berlini lakónegyedeket az UNESCO fölvette a világörökségek listájára. A szervezet indoklása szerint ezek a klasszikus modern stílusában emelt telepek a szociális lakásépítés új típusának képviselői, melyek befolyásolták az építészet és a várostervezés fejlődését.

## Válogatás Taut építményeiből
- Sozius Franz Hoffmannal közösen: Erwin Reibedanz (1878–1919) mosodájának gőzmosodája, Teilestraße 23, amely ma részben műemlék épület ist.[9]
- Falkenberg Kertváros, Berlin, 1913
- Reform lakónegyed, Magdeburg, 1913
- a kölni kiállításra készült üvegpavilon, 1914 (elpusztult)
- „Város és vidék“ kiállítóterem, Magdeburg, 1922 (mai nevén Hermann-Gieseler-terem)
- Gemeinnützige Baugenossenschaft „Freie Scholle“ zu Berlin e.G., Berlin-Tegel, 1924–1932[10]
- Schillerpark, Berlin-Wedding 1924-1930
- Britz lakónegyed (Patkó-telep), Berlin-Neukölln, 1925
- „Onkel Toms Hütte (Tamás bátya kunyhója)“ nagytelep, Berlin-Zehlendorf, 1926
- Grellstraße lakópark, Berlin-Prenzlauer Berg, 1927
- Ossastraße lakópark, Berlin-Neukölln, 1928
- Carl Legien telep, Berlin-Prenzlauer Berg, 1929
- Senftenbergi gimnázium, 1930
- Senftenbergi szakiskola, 1931
- Ankarai Egyetem Irodalmi Fakultás, 1937

## Fordítás
- Ez a szócikk részben vagy egészben  a   Bruno Taut című német Wikipédia-szócikk ezen változatának fordításán alapul.  Az eredeti cikk szerkesztőit annak laptörténete sorolja fel. Ez a jelzés csupán a megfogalmazás eredetét és a szerzői jogokat jelzi, nem szolgál a cikkben szereplő információk forrásmegjelöléseként.